# 대만의 역사
대만의 역사(臺灣의 歷史)가 문헌상 본격적으로 등장한 것은 1624년에 네덜란드 상인들이 대만섬(臺灣島)에 진출하여 점거하면서부터이다. 물론, 그 전에도 대만 원주민들이 정주, 생활하여 왔다. 다만, 한족(漢族)이 본격적으로 대만에 이주한 것은 유럽인들이 대만섬을 점거하면서 시작되었고, 그 이전까지 대만은 오스트로네시아어족 원주민(原主民)들의 섬이었다.
따라서, 대만의 역사는 크게 16세기 이전 시기, 네덜란드 식민지 시기, 정씨 왕조 시기, 청나라 시기, 일본제국 식민지 시기, 중화민국 시기로 나누는 것이 일반적이다.

## 16세기 이전
대만은 구석기시대 말기(5만년전 ~ 1만년전)에 이미 사람이 거주하고 있었던 것으로 추정된다. 신석기시대에 사람이 거주하였다는 증거는 명확한 편인데, 이 시대의 유물들은 말레이계 원주민이 남긴 것으로 보는 게 정설이다.
진수가 지은 《삼국지》에서 오나라가 종종 이주(夷洲)에 군대를 파견하였다 하고 이 때 위온과 제갈직을 시켜 백성을 징발해 오기도 했다. 대만과 관련이 있다고 보이는 유구(流求)는 《수서》에 나오는데 이 지명이 오늘날의 대만인지, 오키나와인지, 대만과 오키나와를 아우르는지는 논쟁이 많다. 
1360년에 원나라는 펑후제도(澎湖)에 순검사(巡檢司)라는 행정기관을 설치하고 복건의 천주(泉州)에 예속시켜 통치하였다. 이것이 대만 지역(대만섬) 서쪽의 "펑후 제도"에 한정된 것임)이 중국의 행정구역에 포함된 최초의 기록이다.
1590년에 유럽인으로는 처음으로 포르투갈인들이 대만섬에 내렸지만, 정착하지는 않았다. 그 때, 포루투갈 선원들이 초록으로 덮인 대만섬을 보고 "포르투갈어: Ilha Formosa"("아름다운 섬"이란 뜻)라고 이름을 지었는데, 지금도 유럽이나 미국에서는 대만섬을 "포르모사"라고 부르곤 한다.
16세기까지 대만섬에는 오스트로네시아어족 원주민들이 섬 전역에 널리 분포하여 거주하였으며, 한족 이주민은 거의 없었다. 그러나, 명나라 말기인 17세기부터 유럽 상인들이 앞다투어 대만으로 찾아 들어오면서 한족(漢族)들의 대만 이주도 시작되었다.

#### 대두 왕국
대두 왕국(중국어 간체자: 大肚王国)은 평포족(平埔族) 중 파포라족(巴布拉族), 바브자족(貓霧捒族), 파제흐족(巴則海族), 호아냐족(洪雅族)이 16세기 중엽(1540년대)에 세운 과족군집왕국(跨族群準王國)으로 모든 부락의 대표로써 대두번왕(大肚番王)을 선출했다. 이 부족연맹의 국가는 청나라 옹정제까지 이어가다 1732년에 사라지게 된다.

## 네덜란드 시대
1624년에 펑후 제도를 점거하던 네덜란드 상인과 명나라 군대는 네덜란드의 동인도회사가 펑후 제도를 포기하는 조건으로 대만섬의 서남부(현재의 타이난시 일대)에 상업지구를 건립하는 데에 합의하였다.
1625년 네덜란드인들은 질란디아성(熱蘭遮城, 열란차성. 현재의 타이난시 안핑구)을 세워 통치기구를 두고, 쌀과 설탕 등의 플랜테이션 경작을 위해 중국 푸젠성 해안 일대의 주민들을 대상으로 대만의 토지 개간을 위한 모집을 실시했다. 이 때부터 한족들이 대만섬으로 이주하기 시작하였다.
한편 1626년에는 스페인인들이 대만섬에 들어와 1642년까지 대만섬 북부의 계롱(雞籠, 현재의 기륭基隆)과 서랴오섬(社寮島, 사료도) 일대를 차지하고, 산살바도르(San Salvador) 성을 세웠다. 스페인은 이후에 점령지를 하쯔난(蛤仔難, 합자난. 현재의 이란현), 후웨이(滬尾, 현재의 신베이시 단수이구)까지 넓혔고 이 지역에 산토도밍고 성을 세웠다.
이처럼 비슷한 시기에 대만섬에 진출한 네덜란드 세력과 스페인 세력 사이의 경쟁과 알력다툼은 피할 수 없었다. 네덜란드인들은 1642년에 스페인의 대만 내 점령지를 공격하여 빼앗고 스페인인들을 대만 밖으로 몰아냈다.
네덜란드가 대만섬을 점령해 식민지배한 목적은 중국, 일본과 동남아 등지에서 무역우세를 점하고, 대만을 거점으로 네덜란드의 동인도회사가 동아시아 지역 전역으로 뻗어나가기 위한 것으로 볼 수 있다.
네덜란드의 대만섬 통치는 1662년에 정성공(鄭成功)에 의해 축출될 때까지 38년간 이어졌다.

## 정씨왕국
정씨왕국은 1662년(남명 건평)에 정성공(鄭成功)의 군대가 대만에서 네덜란드의 군대를 몰아내면서 시작되었다.
명나라는 1644년에 만주족이 세운 청나라에 의해서 멸망하였지만, 명나라 황제의 유신(遺臣)을 자처하는 사람들이 "반청복명(反淸復明)"의 구호를 내걸고 청나라에 대한 저항을 계속하였다. 정성공은 그 지도자 중 하나였다. 정성공의 아버지 정지룡은 대만 해협에서 무역업과 해적 행위로 큰 돈을 번 해상 모험가였는데, 정지룡이 일본에서 장사를 하면서 일본의 다가와 시치자에몬의 딸과 혼인하여 그 사이에 낳은 아들이 정성공이다.
정성공은 청나라 군대와 9개월 간의 싸움 끝에 네덜란드가 지배하고 있던 대만으로 쫓기게 되었다. 1661년 정성공은 대만섬을 점령하고 있던 네덜란드인들을 공격하여 1662년 2월 1일 네덜란드 세력의 항복을 받아냈다. 네덜란드인들로부터 대만섬에서의 철수와 대만섬의 모든 권리 이양을 약속받은 정성공은 대만섬 역사상 최초로 한족 정권을 수립하였다.
정성공은 대만을 청나라에 대항하는 거점으로 삼아 통치할 목적으로 명경(明京)을 세워 동도(중국어 간체자: 东都, 정체자: 東都, '동쪽의 수도')라 칭하고, 펑후제도를 포함한 대만의 행정구역을 정비하면서 자기 휘하의 군인들과 함께 대만으로 온 푸젠성 주민들을 섬에 정착하도록 하였다. 그는 이를 기반으로 중국 본토를 수복하고 필리핀에서 에스파냐인을 몰아내어 차지하려는 야심을 가지고 있었다.
1662년 6월에 정성공이 병으로 급사하자, 그의 아들 정경이 뒤를 이었다. 정경은 1664년에 동도를 동녕이라고 개명하여 동녕왕국의 왕으로 올랐고, 정성공의 반청 유지를 받들어 대륙에서 일어나는 복명 운동에 가담하였다. 특히 삼번의 난에 적극 동조하여 한때 푸젠성의 일부 지역을 공격하여 장악하기도 했다.
그러나, 정씨 정권이 정성공의 손자에게 넘어가면서 내부분열이 일어났고, 청 정부는 뇌물을 이용해 이러한 내부분열을 심화시켰다. 결국, 정성공으로부터 시작한 정씨 일가의 3대(代)에 이은 대만 통치는 21년 만인 1683년에 청나라 군대에 의해 막을 내리게 된다.
정씨왕국의 통치시기 당시 영국의 동인도회사는 정씨 정권과 상업협정을 맺으려 했는데, 당시 영국인들은 동녕왕국을 '대만 정씨왕국'(台灣鄭氏王國) 또는 '명경왕국'(明京王國)이라 칭하였다.

## 청조 시대
청나라는 대만을 복속시킨 후 푸젠성의 관할 아래 두었다. 청나라의 병합 이후 중국 대륙에서 대만섬으로 이주하는 한족의 수는 폭발적으로 증가했는데, 그 대부분은 대만과 지리적으로 가까운 푸젠 성 남부와 광둥성 동부 출신이었다. 청나라 정부는 공식적으로 대만 이민을 금지했으나, 실효성이 없어 1732년에 이민 제한을 해제하였다. 현재 대만 주민의 약 85%를 차지하는 한족계 본성인(本省人)은 대부분 이 시기에 대만에 이주한 한족의 후손들로, 오늘날에도 해당 지역의 방언인 민남어 또는 객가어를 일상생활에서 사용한다.
청조 시대의 이민 초기에는 여성의 도항이 금지되었기 때문에 남녀비가 치우쳐 한족과 평포족 간의 통혼이 빈번히 이루어졌고 청의 관청에서는 조직적으로 대만 원주민에게 성씨나 가계도, 족보 등을 주어 한화(漢化)를 권장함으로써, 섬의 평지에 한족들과 섞여 살던 평포족은 한족과의 구분이 어려워졌다. 이 때문에 중화민국 정부는 고산족과는 달리 평포족은 대만 원주민으로 인정하지 않고 있다.
대만은 주로 농업과 무역으로 발전했으며, 1858년 청나라가 제2차 아편 전쟁에 패하여 톈진조약이 체결됨으로써 대만에서도 타이난의 안핑항(安平港)과 지룽항(基隆港)이 개항되었다.
1874년에 일본 제국에 의해 모란사 사건이 일어났고, 청불 전쟁(1884 - 1885)시기에는 프랑스 함대가 대만 북부의 공략을 꾀했다. 이에 청나라는 대만 방위를 위해 류명전(劉銘傳)을 파견했다. 종래 푸젠성에 속하고 있던 대만이 복건대만성으로 승격되어 1887년부터 시행에 들어갔는데, 류명전은 초대 대만 순무(臺灣巡撫, 지방장관)가 되어 대만 전역의 실효 지배를 목적으로 하는 일련의 근대화 정책을 실시했다. 그러나, 이러한 정책은 충분한 성과를 달성하지 못했고 대만은 결국 일제의 식민지로 전락하였다.

## 일본 통치 시대
1895년 4월 17일, 청나라가 청일전쟁에서 패하면서 체결된 시모노세키 조약으로 대만섬과 펑후제도는 일제에 할양되었다. 일제는 대만에 총독부를 설치하고 50년간 대만 주민들을 식민지배했다.
일제는 식민지배 초기 대만에 대하여 일본 본토와는 다른 식민지법을 적용하다가 1922년부터는 일본과 같은 법제도를 적용하면서 동화정책을 폈다. 이러한 동화정책은 법제도 뿐만 아니라 문화적으로도 식민지의 "일본화"를 꾀하는 정책이었다. 일제는 식민지배과정에서 대만의 철도나 도로 등 기반시설과 교육 제도를 정비하였는데, 이러한 일제의 대만 개발은 궁극적으로는 대만에 대한 일제의 식민 지배를 공고히 하고 대만을 류큐(오키나와현)와 같이 일본의 완전한 일부로 만들기 위한 것이었다. 일제에 의한 이러한 일련의 정책의 영향과 잔재는 오늘날에도 대만에 많이 남아 있다.
1936년 2·26 사건 이후 일제는 총력전 체제화를 진행하였고 대만 총독부 역시 이른바 황민화 정책에 따른 동화정책을 강화하여 대만 내에서 중국어 신문을 금지하고 대만 사람들에 대하여 일본어 사용과 창씨 개명을 강요했다. 또 일제 육군과 해군에 대한 지원병 제도를 도입해 대만 주민들을 전장으로 내몰았다.
식민 지배 초기에 대만 주민들은 일본 제국에 맞서 항일 민족운동을 전개하였다. 특히 1895년에는 대만민주국의 수립을 선포하는 등 식민지배 초기에는 일제에 대한 조직적 무장투쟁에 나섰으나, 1915년 타파니 사건 이후 일제의 무자비한 탄압으로 항일 무장투쟁은 약화되었다. 1930년에는 대만섬 중부에서 원주민족인 타이야족에 의한 항일 봉기 사건인 우셔 사건이 발생했다.

## 중화민국 시대
일본 제국의 패망으로, 1945년 10월 25일에 대만섬과 펑후 제도는 50년 만에 중화민국으로 반환되어 현재까지 통치되고 있다. 1949년부터는 중화인민공화국에서 중화민국에 대한 권리 일체를 주장하고 있다.

### 1945년 ~ 1995년
대만을 수복하고 통치하기 위해 파견된 중화민국 정부의 관료와 군인들은 대만 주민들의 기대와 달리 부패하고 폭력적인 통치 행태를 보여 이들에 대한 주민들의 실망은 무척 컸다. 대만 주민의 이러한 불만은 1947년 2월 28일의 항거(2·28 사건)를 통해 폭발하게 된다. 봉기 당시에 중화민국 관료들은 주민들을 상대로는 협상을 할 것처럼 시간을 벌면서 뒤로는 장제스에게 본토 병력의 파견을 요청하였다. 3월 8일에 본토에서 지원 병력이 도착하자 대만에서는 대대적인 유혈진압이 시작되었다. 이 과정에서 본성인 약 3만여 명이 사망 또는 실종되었으며, 지금까지도 이 사건은 대만 ‘본성인’(本省人)과 1945년 이후에 대만으로 이주한 ‘외성인’(外省人) 사이에 깊은 앙금으로 남아 있다. 또한 이 사건은 타이완 성 계엄령의 원인이 되었다.
1949년 12월에 중화민국 국민정부는 국공내전에서 중국 공산당에 밀려 중국 대륙에서 쫓겨나 타이베이로 이전하였고(국부천대), 이후 중화민국의 실효 통치 지역은 대만 지구로 축소되었다.

### 1996년 ~ 현재
1996년 3월 23일에 최초의 총통 직접선거가 실시(리덩후이 재선)되는 등 정치 제도를 개선함으로써, 대만은 중국 국민당 일당독재 시대를 마감하고 민주화 시대를 열었다. 2000년 총통 선거에서는 민주진보당의 천수이볜이 총통에 선출되어 처음으로 정권 교체가 이루어졌다. 2008년에는 중국 국민당의 마잉주가 총통 선거에서 당선되었고, 2016년에는 민주진보당의 차이잉원이 여성으로서는 최초로 중화민국 총통에 당선되었다.

## 같이 보기
- 대만 문제
- 대만
- 중화민국의 대외 관계 (1945년 이후의 중화민국)
- 중화민국의 외교 (1945년 ~ 현재)
- 국부천대